# Dieceza de Satu Mare
Episcopia de Satu Mare (în latină Dioecesis Satmariensis, în maghiară Szatmári Egyházmegye) este una din cele șase episcopii romano-catolice din România, cu sediul în municipiul Satu Mare. Din 2003 întâistătător al acestei dieceze este episcopul Eugen Schönberger.

## Istoric

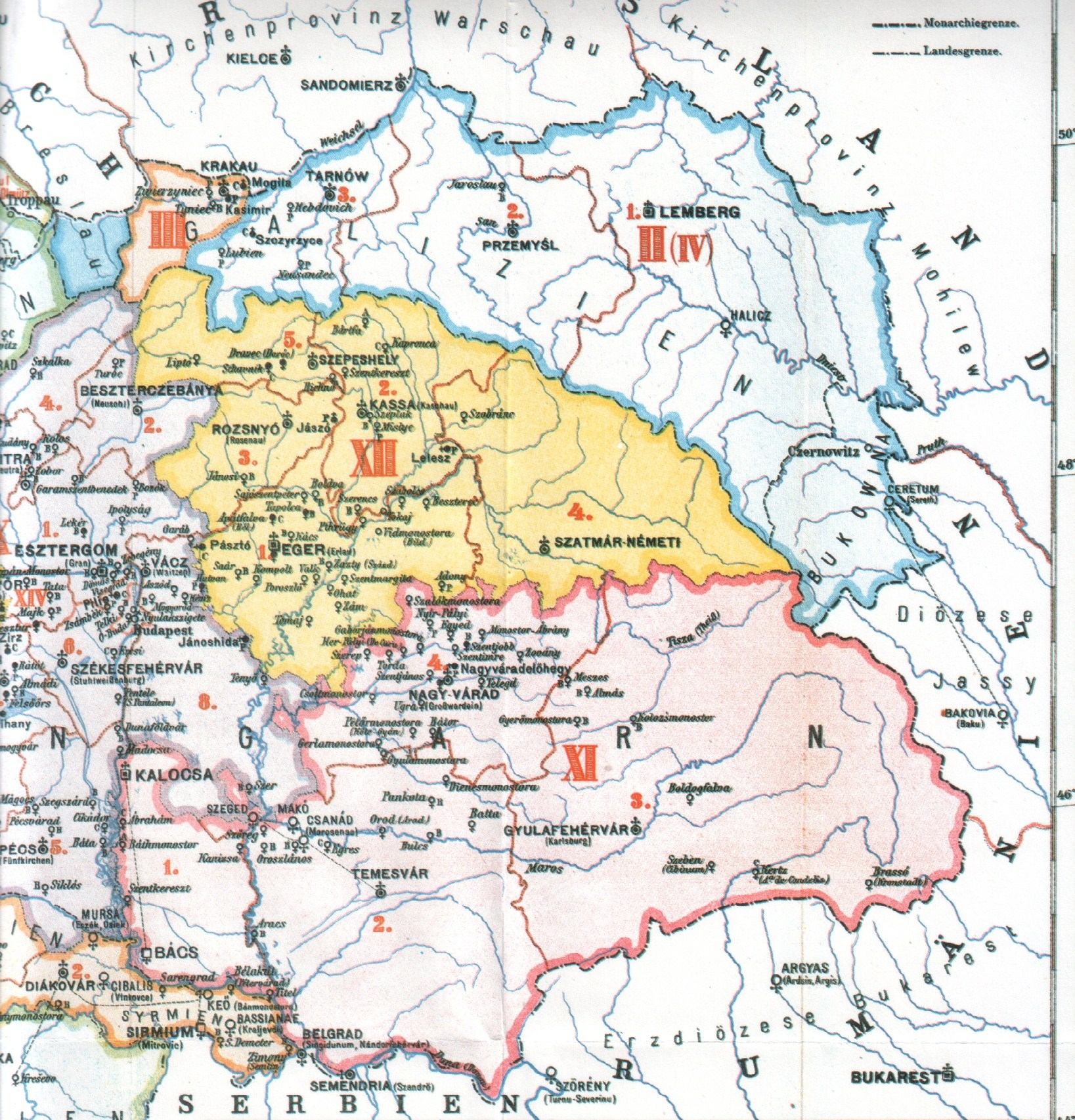
Întinderea Episcopiei Sătmarului în anul 1909, în cadrul provinciei mitropolitane de Eger (culoare galbenă)

Dieceza de Satu Mare a fost întemeiată de împăratul Francisc I al Austriei și rege apostolic al Ungariei în 23 martie 1804, iar papa Pius al VII-lea a consfințit-o prin bula de recunoaștere din 9 august în același an. Teritoriul de atunci al diecezei acoperea cinci comitate: comitatul Sătmar, Ugocea, Maramureș, Ung și Bereg, precum câteva comune din comitatul Szabolcs. De-a lungul timpului Dieceza Sătmarului a trecut printr-o serie de schimbări atât de ordin exterior cât și interior.
În a doua jumătate a secolului al XIX-lea episcopul Michael Haas s-a implicat în păstrarea învățământului în limba germană pentru șvabii sătmăreni, care avea să fie desființat în contextul maghiarizării de la sfârșitul secolului al XIX-lea și începutul secolului XX. 
Noile frontiere stabilite prin Tratatul de la Trianon din 4 iunie 1920 a însemnat pentru Dieceza de Satu Mare împărțirea în trei: 44 de parohii cu 80 de preoți și cu aproximativ 75.000 de enoriași au fost trecute la România, 44 de parohii cu 70 de preoți și 75.000 de enoriași au fost trecute la Cehoslovacia. Doar 14 parohii cu 16 preoți și 13.000 de enoriași au rămas în Ungaria. Noua întindere a diecezei a fost consfințită prin Concordatul din 1927, încheiat între Regatul României și Sfântul Scaun.
În anul 1948 autoritățile române au rupt unilateral Concordatul din 1927. Asupra episcopului de atunci al Diecezei de Satu Mare, János Scheffler, s-au exercitat presiuni pentru ca acesta să adere la o biserică catolică independentă de Roma. În urma refuzului a fost arestat în data de 23 mai 1950. Episcopul Scheffler a murit în detenție în anul 1952 la Jilava. Papa Benedict al XVI-lea l-a beatificat în anul 2010.
Dieceza de Satu Mare a susținut în cursul celor 200 de ani de existență numeroase școli, cămine pentru elevi, studenți, bătrâni, nevoiași, așezăminte sociale conduse de călugări și călugărițe etc. În 1821, 1938 și 2004 au avut loc sinoade diecezane pentru a stabili prioritățile spirituale ale momentului.